# Mr. Scruff
Э́ндрю Ка́рти (англ. Andrew Carthy, род. 10 февраля 1972, Маклсфилд, Чешир, Англия), более известный под псевдонимом Mr. Scruff — английский продюсер и ди-джей из Стретфорда, Большой Манчестер. Стал известен благодаря своему уникальному стилю диджеинга, чашке хорошего чая и причудливой визуальной анимации, связанной с его музыкой. Начал заниматься диджеингом в 1992 году и славится марафонскими сетами, продолжительностью более шести часов.

## Биография
Родился 10 февраля 1972 года в Максфилде.
Познакомился с музыкой в 1984 году, в возрасте 12-ати лет послушав электро-записи на Streetsounds LP. Впервые услышал музыку дяди на альбоме «Crucial Electro Volume 2». В итоге начал лучше понимать возможности винила.

## Интересные факты
- Его известная композиция «Kalimba» была использована Microsoft для Windows 7 в качестве образца аудио.

## Дискография

### Альбомы
- Mr. Scruff (1997)
- Keep It Unreal (1999)
- Trouser Jazz (2002)
- Mrs. Cruff (2005)
- Ninja Tuna (2008)
- Bonus Bait (2009)
- Friendly Bacteria (2014)